# 자발리아

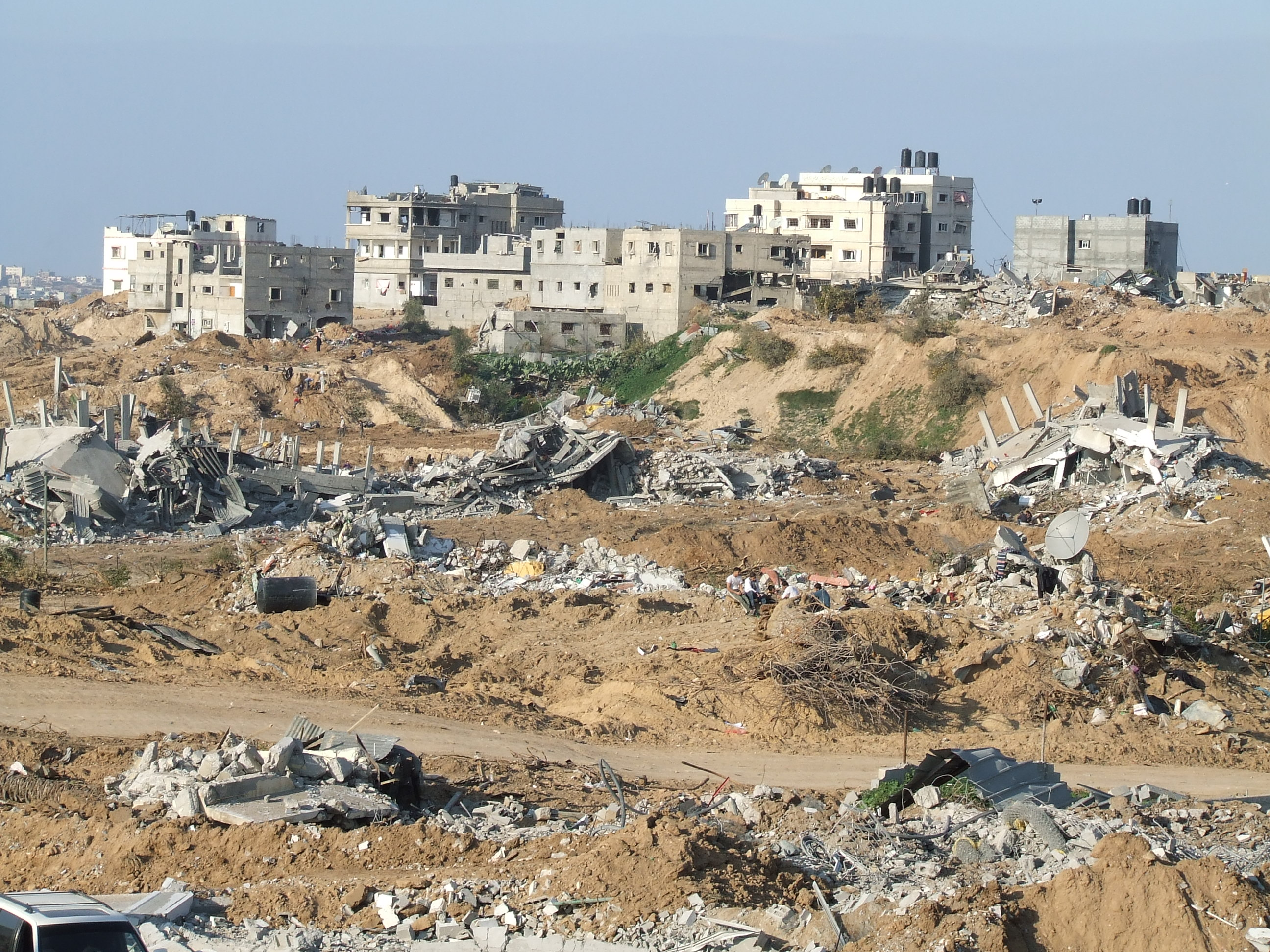
2009년 가자 전쟁 이후의 자발리아 모습

자발리아(Jabalia, Jabalya, 아랍어: جباليا)는 팔레스타인의 도시로, 가자 지구 북가자주 가자시티에서 북쪽으로 4km(2.5마일) 떨어져 있다. 팔레스타인 중앙통계국에 따르면 자발리아의 인구는 2017년 기준 172,704명이다. 자발리아 난민 캠프는 도시 북쪽에 인접해 있다. 인근 마을인 나즐라(Nazla)는 자발리아 지방자치체의 일부이다.